# Hakob Tonoyani anvan Sowpergavat' 2023
La Hakob Tonoyan Super Cup 2023 è stata la 25ª edizione della supercoppa armena di calcio.
L'incontro, che si è disputato il 7 ottobre 2023, ha visto affrontarsi l'Urartu, campione d'Armenia e vincitore della coppa d'Armenia, e lo Širak, finalista perdente della coppa d'Armenia. Il P'yownik era la formazione detentrice del trofeo.
Lo Širak si è aggiudicato questa edizione del trofeo, battendo l'Urartu ai calci di rigore.

## Tabellino
| Arbitro: | Mahtesyan |

|                                                                                |                      |                                                                            |
| Darbinyan Mryan Urushanyan Mkoyan Vukašinović Darbinyan Ghukasyan Mnatsakanyan | Tiri di rigore 6 – 5 | Özbiliz Margaryan Naghasaryan Sabua Sanogo Piloyan Marcos Júnior Cymbaljuk |